# プルーム (喫煙具)
プルーム （Ploom）は、かつて日本たばこ産業（JT）から製造・販売していた喫煙具およびたばこ製品である。一般的なたばこと異なり、タバコ葉を電気により加熱することでニコチンやその他の成分を蒸発させ吸引する喫煙具だった。加熱式たばこ。2016年に販売停止。
後継製品のPloom TECH（プルーム・テック）は2016年3月に発売。全国販売されている。こちらは、液体を電気で加熱・気化させ、蒸気をカプセルに入ったタバコ葉に通過させて吸引する喫煙具となっている。
JTはこの蒸気をベイパー（Vapor）と呼称しているが、VAPE(ベイプ)とされることが多い。本体は「電気加熱型たばこ用具」の区分で販売され、タバコ葉が組み込まれたカートリッジ（たばこポッド）となっており12個1セットで販売される。電子たばことの違いは吸引する素材が液体ではなく、たばこ葉および香料を直接加熱・吸引することであり、たばこ税の課税対象となる。
プルームは2013年12月の発売当初、公式サイトからの通信販売のみであったが、2014年1月には原宿のカフェにおける対面販売を行っている。ただし既存のたばこ店での販売は行われていない。2016年2月に本体の出荷を停止し販売停止した。